# St Oran’s Chapel (Orsay)

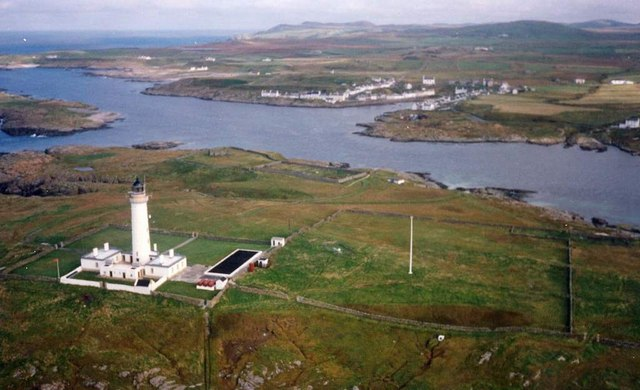
Vogelperspektive von Orsay. Die Ruinen von St. Oran’s Chapel inmitten der umgebenden Friedhofsmauer sind mittig halblinks, westlich der rechteckigen Umfriedung zu sehen.

St. Oran’s Chapel, auch St Orain’s Chapel oder St Columba’s Chapel, ist eine Kirchenruine auf der schottischen Hebrideninsel Orsay. Eine ehemalige Einstufung in den schottischen Denkmallisten als Kategorie-B-Bauwerk wurde 2016 aufgehoben. Weiterhin ist das Bauwerk als Scheduled Monument geschützt.

## Geschichte
Es gibt Indizien, dass Mönche bereits im 8. und 9. Jahrhundert auf Orsay siedelten. Dies wird unter anderem durch den Fund von Kreuzfragmenten aus dieser Zeit gestützt. Obschon der Entstehungszeitraum von St. Oran’s Chapel nicht exakt bestimmt werden kann, ist jedoch sicher, dass sie späteren Datums ist. Ob es an gleicher Stelle einen Vorgängerbau gab, ist nicht bekannt. Der Bauzeitraum des Gebäudes wird auf das 14. Jahrhundert geschätzt. Wahrscheinlich scheint, dass der Bau vor dem Jahr 1380 abgeschlossen wurde. In Aufzeichnungen und Karten aus dem 16. Jahrhundert ist die Kirche verzeichnet und scheint noch genutzt worden zu sein. Zu Ende des 18. Jahrhunderts handelte es sich sicher schon um eine Ruine.
Nach derzeitigem Kenntnisstand ist die Namensherkunft nicht eindeutig geklärt. Infrage kommt eine Benennung nach dem irischen Königssohn Odran von Iona, einem Gefährten des Columban von Iona. Beide trafen 563 mit einer Gruppe auf der Hebrideninsel Iona ein, wo Columban und Odran begraben sind. Auch die iroschottische Missionarin Oranna könnte Namenspatronin sein.

## Beschreibung
Die Innenmaße der im keltischen Stil gebauten Kapelle betragen etwa 13,1 × 3,8 m2. Das Mauerwerk ist etwa 80 cm mächtig und besteht aus lehmverfugtem Bruchstein. Wahrscheinlich besaß die ursprüngliche Kapelle eine geringere Länge und wurde später, wahrscheinlich im 18. oder 19. Jahrhundert erweitert. Die Mauern ruhen auf einem steinernen Fundament und waren einst in der traditionellen Harling-Technik verputzt. Der Eingang befindet sich am westlichen Ende der Südseite. Licht drang durch zwei gegenüberliegende Lanzettfenster an den Seitenwänden im östlichen Teil ein. Möglicherweise existierte einst ein weiteres Fenster an der Ostseite, welches jedoch im Zuge der Verlängerung des Gebäudes weichen musste. Im Innenraum sind heute keine Besonderheiten mehr zu erkennen. Es darf jedoch angenommen werden, dass der Altarraum nicht erhöht lag. Der östliche Anbau war in zwei Stockwerke unterteilt, die jeweils durch Fensterpaare in den Seitenwänden erhellt wurden. Das obere Stockwerk besaß außerdem ein ostwärts gerichtetes Fenster und war mit einem Holzboden ausgestattet. Heute ist das Dach eingestürzt und das Gebäude im Laufe der Jahre verfallen.

## Friedhof
Der umliegende, unregelmäßig geschnittene Friedhof weist eine Länge von maximal 80 m bei einer Breite von 66 m auf. Im Zuge des Baus des Leuchtturms von Orsay wurde er eingeebnet und die Grabsteine entfernt, sodass keine Überreste mehr zu finden sind. Alleine das auffällige Grab Hugh MacKays ist an der nordwestlichen Begrenzung zu finden. Die heute bestehende Mauer ist nicht die älteste Umfriedung. An einigen Stellen können die Überreste eines älteren Mauerwerks ausgemacht werden, das in etwa den gleichen Verlauf besaß. Unterhalb dessen befand sich möglicherweise eine noch ältere Konstruktion.